# جردن آنجلی
جردن آنجلی (انگلیسی: Jordan Angeli؛ زادهٔ ۳۱ مهٔ ۱۹۸۶) بازیکن فوتبال اهل ایالات متحده آمریکا است.
از باشگاه‌هایی که در آن بازی کرده‌است می‌توان به بوستون بریکرز، واشینگتن اسپیریت، و وسترن نیویورک فلش اشاره کرد.
وی همچنین در تیم ملی فوتبال United States U-20 بازی کرده‌است.